# 6031 Ryokan
6031 Ryokan eller 1982 BQ4 är en asteroid i huvudbältet som upptäcktes den 26 januari 1982 av de båda japanska astronomerna Hiroki Kōsai och Kiichirō Furukawa vid Kiso-observatoriet i Japan. Den är uppkallad efter den japanske munken Ryōkan.
Asteroiden har en diameter på ungefär 15 kilometer och den tillhör asteroidgruppen Eos.